# Priester (Wettin-Löbejün)

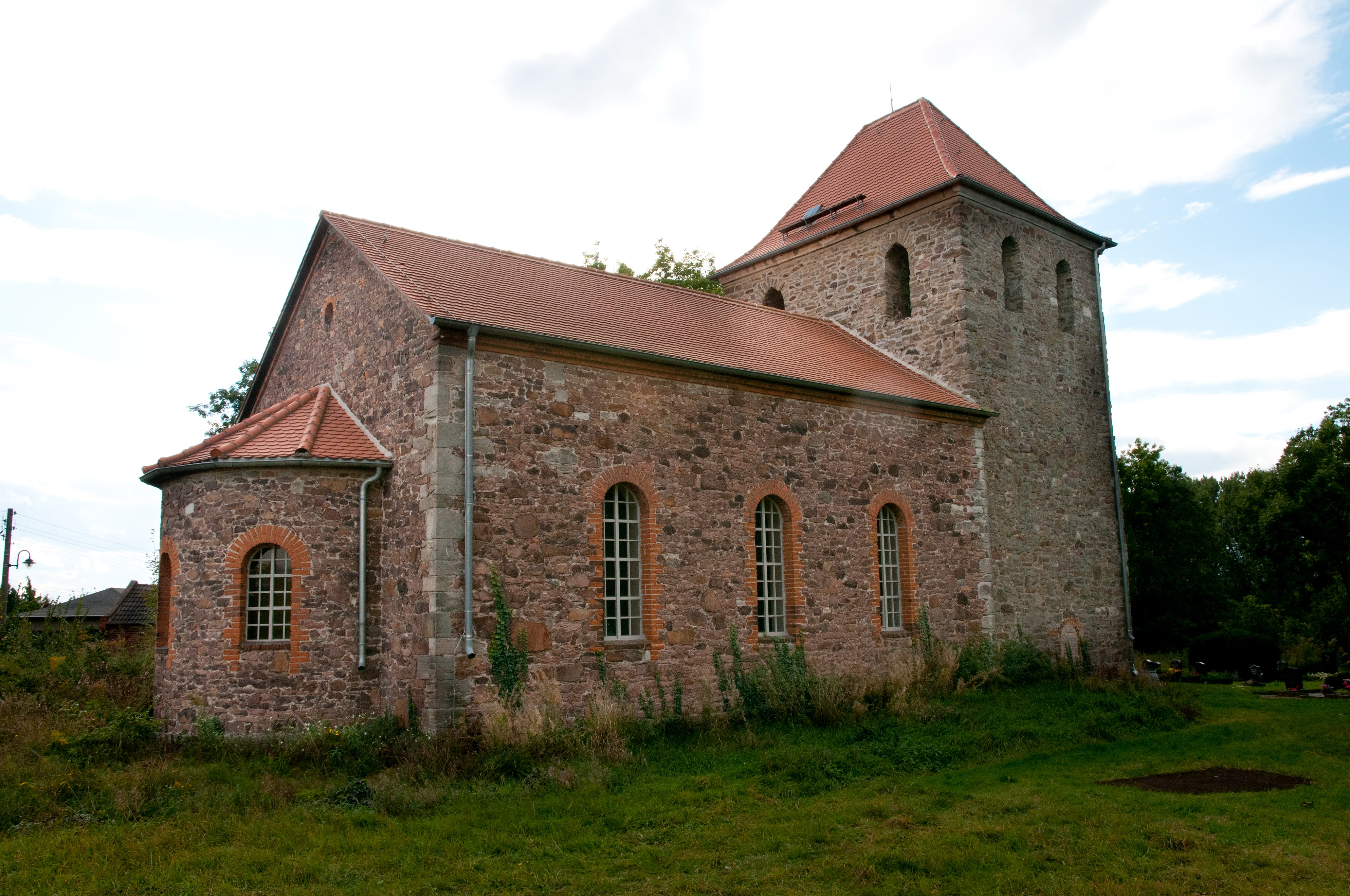
Dorfkirche Priester

Priester ist ein Ortsteil der Ortschaft Nauendorf der Stadt Wettin-Löbejün im Saalekreis des Bundeslands Sachsen-Anhalt. 

## Geografische Lage
Priester liegt etwa 15 km nördlich von Halle (Saale) westlich des Petersberges. Durch den Ort fließt die Götsche, ein rechter Nebenfluss der Saale. 

## Geschichte
Der Ort Priester wurde als „Prezer“ erstmals im Jahr 1288 in einer Verkaufsurkunde des Grafen Otto von Brehna erwähnt, in der er die Grafschaft Wettin mit allem Zubehör an das Erzbistum Magdeburg veräußerte. Kirchlich gehörte der Ort zu Krosigk. 1371 wurde Priester dem Amt Wettin zugeordnet, dessen Amtssitz sich auf Burg Wettin befand. 1446 wurde der Ort als erzstiftlich-magdeburgisches Lehen an die Herren von Trotha vergeben.
Durch die Angliederung des Erzstifts Magdeburg an Preußen gehörte Priester ab 1680 zum Saalkreis des brandenburg-preußischen Herzogtums Magdeburg. Mit dem Frieden von Tilsit wurde Priester im Jahr 1807 dem Königreich Westphalen angegliedert und dem Distrikt Halle im Departement der Saale zugeordnet. Der Ort gehörte zum Kanton Wettin. Nach der Niederlage Napoleons und dem Ende des Königreichs Westphalen befreiten die verbündeten Gegner Napoleons Anfang Oktober 1813 den Saalkreis. Bei der politischen Neuordnung nach dem Wiener Kongress 1815 wurde Priester im Jahr 1816 dem Regierungsbezirk Merseburg der preußischen Provinz Sachsen angeschlossen und dem Saalkreis zugeordnet.
Am 1. Juli 1950 wurde Priester nach Nauendorf eingemeindet. Mit Auflösung der Gemeinde Nauendorf am 1. Januar 2011 kam Priester als Ortsteil der Ortschaft Nauendorf zur neu gebildeten Stadt Wettin-Löbejün.

## Verkehrsanbindung
Die A 14, die von Leipzig nach Magdeburg führt, verläuft wenige Kilometer westlich und südlich des Orts. Die nächste Abfahrt ist „Halle-Trotha“. Der nächstgelegene Bahnhof befindet sich in Nauendorf an der Bahnstrecke Halle–Halberstadt.